# Domingo de Caicedo Prieto
Domingo de Caicedo Prieto fue un abogado y encomendero neogranadino del siglo XVIII, alcalde de santafé en 1777.
En 1764 recibe las encomiendas de Chipaque y Ubatoque.
Fue hijo de Diego Agustín Caicedo Fajardo. Estudió en el Rosario y posteriormente en 1777 alcalde de Santafe, en 1786 recibe el título de notario y escribano mayor del gobierno y guerra del virreinato de la Nueva Granada.